# Durant (Oklahoma)
Durant ist eine US-amerikanische Stadt im Bundesstaat Oklahoma. Sie liegt im Bryan County und ist dessen Verwaltungssitz. Bei der Volkszählung 2020 hat das US Census Bureau eine Einwohnerzahl von 18.589 ermittelt. Die Stadt bildet den auch das Hauptquartier der Choktaw Nation of Oklahoma. Der Stamm betreibt in der Stadt Casinos.

## Geschichte
Das Gebiet von Durant wurde einst sowohl von Spanien als auch von Frankreich beansprucht, bevor es nach dem Louisiana Purchase und dem Adams-Onís-Vertrag offiziell Teil der Vereinigten Staaten wurde. In den 1820er und 1830er Jahren wurde das Gebiet als Teil der Choctaw Nation im südlichen Indianerterritorium ausgewiesen. Während der indianischen Umsiedlungen folgten die Choctaws dem Choctaw Trail of Tears aus ihrer angestammten Heimat in Mississippi und Alabama in dieses Gebiet. Die Choctaw Nation erstreckte sich ursprünglich von der mexikanischen Grenze im Westen (heute Teil des Texas Panhandle) bis zum Arkansas-Territorium im Osten, vom Red River im Süden bis zum South Canadian River im Norden. Im Jahr 1855 teilten die Choctaw und Chickasaw ihr Land formell in zwei separate Nationen auf, wobei Durant im Choctaw-Territorium im Osten verblieb.
Pierre Durant und seine vier Söhne, alle französisch-choctawischer Herkunft, machten sich 1832 auf dem Trail of Tears auf den Weg in den südöstlichen Teil der Choctaw Nation. Die Brüder, erwachsen und mit eigenen Familien, errichteten Homesteads von der Arkansas-Linie bis Durant. Ein Sohn, Fisher, der mit einer Vollblut-Choctaw verheiratet war, fand einen günstigen Platz für ein Haus zwischen der heutigen Eighth und Ninth Avenue in Durant. Zur Zeit der Gründung von Durant lag es im Blue County, einem Teil des Moshulatubbee-Distrikts der Choctaw Nation.
Fisher Durants Sohn Dixon Durant gilt als Gründer von Durant und wird als dessen Namensgeber geehrt. Dixon Durant war ein Geistlicher, Geschäftsmann und bürgerlicher Führer, der als Pastor in den örtlichen presbyterianischen, kongregationalistischen und methodistischen Kirchen wirkte. Er gründete den ersten Laden für allgemeine Waren im Jahr 1873, etwa zu der Zeit, als 1872 der Anschlussgleisanschluss der Missouri-Kansas-Texas Railroad (Katy Railroad) in Durant angelegt wurde, was die Initialzündung für die Gründung der Gemeinde war.
Bryan County wurde 1907 geschaffen und nach William Jennings Bryan benannt. Durant wurde der Verwaltungssitz.

## Demografie
Nach einer Schätzung von 2019 leben in Durant 18.673 Menschen. Die Bevölkerung teilte sich im selben Jahr auf in 70,4 % Weiße, 2,3 % Afroamerikaner, 14,3 % amerikanische Ureinwohner, 0,8 % Asiaten, 0,3 Ozeanier und 8,3 % mit zwei oder mehr Ethnizitäten. Hispanics oder Latinos aller Ethnien machten 8,5 % der Bevölkerung aus. Das mittlere Haushaltseinkommen lag bei 38.603 US-Dollar und die Armutsquote bei 22,7 %.
| Jahr | Einwohner¹ |
| ---- | ---------- |
| 1900 | 2.969      |
| 1950 | 10.541     |
| 1960 | 10.467     |
| 1970 | 11.118     |
| 1980 | 11.972     |
| 1990 | 12.823     |
| 2000 | 13.549     |
| 2010 | 15.856     |
| 2020 | 18.589     |

¹ 1900 – 2020: Volkszählungsergebnisse

## Bildung
In Durant befindet sich der Hauptcampus der Southeastern Oklahoma State University, eine öffentliche Universität mit ca. 4900 Studierenden.

## Wirtschaft
Der größte Arbeitgeber in Durant ist die Choctaw Nation of Oklahoma, einschließlich des Hauptquartiers der Choctaw Nation und des Choctaw Casino Resorts, die zwei Choctaw Travel Plazas, zwei Choctaw Casinos, das Choctaw Inn und weitere Einrichtungen umfasst, die sich im Resort befinden. Über 5.400 Menschen arbeiten für die Choctaw Nation in Durant. Obwohl die Hauptstadt der Choctaw Nation Tuskahoma ist, befinden sich die Verwaltungsbüros in Durant.

## Infrastruktur
Durant ist ein wichtiges Eisenbahnzentrum. Die riesige Union Pacific Railroad und die Kurzstrecken-Eisenbahn Kiamichi Railroad kreuzen sich in der Innenstadt. Mit dem Durant Regional Airport–Eaker Field verfügt die Stadt über einen eigenen Regionalflughafen.

## Söhne und Töchter der Stadt
- Joseph D. Sneed (1938–2020), Physiker und Philosoph
- Gary Panter (* 1950), Comiczeichner
- Matthew Mungle (* 1956), Maskenbildner